# メイプルストーリーの職業
メイプルストーリーの職業（メイプルストーリーのしょくぎょう）は、ネクソンのオンラインRPG『メイプルストーリー』における職業。

## 概説
このゲームには計61の職業があり、キャラクターを作成するときと、レベルがある基準まで上がったとき、16の系統の職業を選択することができる。職業につくことで、mobをまとめて攻撃できたり、強力な攻撃を放つことができる様々なスキルを習得することができるようになる。スキルの効果は数値で表され、各スキルの初期値は0(つまり使用不可能)である(例外あり)。レベルが上がる毎に、レベル2から7の時は1ポイント・レベル10からは3ポイントのスキルポイントが与えられ、このスキルポイントを任意に様々なスキルに割り振ることによってそのスキルの数値が上がり、スキルを習得できたり効果が大きくなったりする。スキルポイントには上限値が設定されており、それぞれのスキルによって異なる。また、特定のスキルにある程度のスキルポイントを振らないと習得できないスキルもある。
レベルの条件を満たして(条件の内容は各節を参照)、転職可能な職業の中から一つを選択することを「転職」と呼ぶ(1次転職)。この後、一定のレベルまで達し転職試験を受けると、その職業に応じたいくつかの上級職を選択することができる(2次転職)。その後3次、4次と転職する。その際、2次転職で選んだ職の上位職1種類にのみ転職できる。ただし、武器の違いなど、育て方の違いでさらに分類して呼ぶこともある(同じ職内で呼びわけされる。詳細は各節参照)。また、普通は中距離から遠距離の職種で、近接攻撃専門の育て方をする場合は共通して「殴り○○」と呼ばれる（殴り魔、殴り弓、殴り投げなどのネタ職業）。最大4次転職まで行うことができる。
- 1次転職においては転職試験はなく、条件を満たした状態で各地の特定NPCと会話するだけだが、キャラクターを正しいレベルに育てるまでがある意味転職試験の代わりとなっている。転職するレベルになってもステータス条件が満たせずに転職できないといった事態を経験することで、逆に必須ステータス以外上げる必要がないことを自然に理解できるようになっている。
- 2次転職においては簡単な転職試験があり、各地の転職試験教官の下で決められた敵を倒したり、アイテムを集めるクエストを受けることになる。順当に育てていれば特に難しい試験ではない。なお、試験官が各地に離れているので、それを探すのも試験のうちである。
- 3次転職においては冒険者の場合1次から2次の転職の町ではなく、エルナスで1次転職NPCの分身と異次元で戦うという試験を与えられる。順当に育てていても操作が未熟だと苦戦することも多い。
- 4次転職においては、4次転職NPCに指示された大型mobからドロップする二つのアイテムを収集するという試験というよりも後述のクエストに近いものである。

4次職のスキルは獲得時スキルポイント割り振り上限値が一部を除き10だが、雑貨屋で購入できる「マスタリーブック」を使用することによって20、30まで引き上げることができる（使用条件あり）。
また、転職できるレベルになっても転職せずに初心者（冒険者）を続けるというプレイもある。日本オリジナルで初心者用スキルや高レベル初心者専用の武器なども用意されている(後述)。
ハイパースキル
ver3.10にて導入された、140Lvから使用できる特別なスキル。一般スキルの強化やステータス強化が主である。一度振り分けたSPを戻すには1度目が100,000メル、2度目は1,000,000メル、3度目は2,000,000メル、4度目は5,000,000メル、5度目以降は10,000,000メルが必要となる。
また一部職業のハイパースキル(PP)の習得レベル変更がSPARKアップデートで行われた。(本家では変化なし)
- ステータス強化スキル（SP）

STR、DEX、INT、LUK、クリティカル確率、命中率、回避率、最大HP、最大MP、最大DF、物理防御力、魔法防御力、移動速度、ジャンプ力の何れかを上昇させるスキル。
- スキル強化スキル（PP）

該当スキルのダメージ、対ボス使用時のダメージ、攻撃回数、一度に攻撃できるmob数、上昇するステータス、射程距離の上昇や再待機継続時間、転移時のダメージ減少の減少などのスキル。
- 攻撃/バフスキル（AP）

一般スキル同様攻撃スキルやステータス、ダメージを強化するスキル。

## 冒険者

### 初心者
全職業共通の武器、全職業共通の防具、そして日本オリジナルの初心者専用武器、といった限られた装備しかできない。
冒険者系統のキャラクターを作成した場合、全てのキャラクターは初心者として作成される。この初心者の状態で、なりたい職業にむけてレベルアップとステータス強化をし、ビクトリアアイランド各地の転職の町にむかうことになる。普通は装備やスキルの少なさから必要なステータスを満たして後述の5大職のどれかに転職する。
初心者のあいだは、幽霊状態になっても経験値が減らない特殊効果がある。
2006年9月27日にスキルが追加されたものの、唯一の攻撃スキルであり、非近接攻撃であるデンデンスローの射程が短くまた攻撃力も弱いため、ほぼ通常攻撃のみで戦うため完全な近接戦闘型。
日本オリジナルの初心者専用武器が用意されているが、入手には前述のガシャポンでしか手に入らない消しゴムが複数種類必要なため、それらを自力で集めるか誰かに売ってもらう必要がある。それだけに専用武器はレベルに対してかなりの攻撃力を有するが、その威力を増加させるスキルが無いために装備できてやっと転職者に肩を並べる程度である。この専用装備のために転職しないで育てるというプレイヤーも少なからずいるが、前述の通り専用装備の必要レベルは転職のレベル(8から10)に比べて高く(35など)、またスキルや装備の少なさから簡単とはいえない。
- 初心者(Beginner)
デンデン(スキルレベルによっては青デンデン、赤デンデン)の殻を投げるデンデンスローという微力な攻撃スキルを覚える。以前は使用に実際に殻を消費したが、今ではMPのみである。
また、一定時間だけ微量ながら回復力が付くロバスト、一定時間だけ微量ながら移動速度が上昇するニンブルといった微力な補助スキルも覚える。

### 戦士
1次職
剣、斧、鈍器、槍、鉾を主な武器として使用する。
基本的に近接戦闘型だが、中距離攻撃能力(場合によっては超広範囲攻撃能力)を持つ上位職もある。
- ファイター(Fighter)-転職必要レベル10
一度に複数のmobに攻撃するスラッシュブラスト、といった戦士の基本的な攻撃スキルを覚える。
永久的に最大HPを増加させ、一定時間一定範囲内で受けるダメージを軽減するアイアンボディ、永久的に機動力を向上させるウォーリアマスタリー、ハーミットがもっているフラッシュジャンプのような移動スキルウォーリアリープといった補助スキルも覚える。

2次職
攻撃の熟練度(ダメージの安定性)を高めるウェポンマスタリー、攻撃スキルの後に一定確率で追加攻撃が発動するファイナルアタック、一定時間武器速度を高めるウェポンブースターといった共通補助スキルを覚える。
これらのスキルは武器毎に存在し(例えばソードマンの場合は片手剣、両手剣、片手斧、両手斧と対応武器のみ)、2次転職後はどれか1種類の武器を用いるのが基本となる。そのため、これ以降の戦士はメインで使用する武器の名前を職の後ろに付けて呼ぶことがある(例:斧ソド・剣ナイト・鈍器クルセ・鉾スピア・槍DK等)。これらのスキルは対応武器全てで適用される。
- ソードマン(Swordman)
剣と斧を得意とする戦士。これらの武器には両手と片手が存在するため、片手の場合は盾も装備可能。
一定時間自分とグループメンバーの攻撃力を増加させ、自分が受けたダメージを増幅して反射するスピリットブレイクや、攻撃時に一定確率でコンボカウンターが増加するコンボアタックを覚える。
- ページ(Page)
剣と鈍器を得意とし、チャージスキルを使用する戦士。これらの武器には両手と片手が存在するため、片手の場合は盾も装備可能。
自身の左右にいる敵を引き寄せ、動きを遅くするページオーダーや、武器に光属性を付与するホーリーチャージなどを覚える。属性が弱点となっていればダメージは1.5倍となる。
- スピアマン(Spearman)
槍と鉾を得意とする戦士。これらの武器は両手持ちなので、盾は装備できない。
一定時間近くのグループメンバーも含めて物理防御力と魔法防御力を上昇させるアイアンウォール、一定時間近くのグループメンバーも含めて最大HPと最大MPを上昇させるハイパーボディ、一定時間ごとに微量ながらもHPを回復してくれるダークスピリットを覚える。

3次職
敵を押し出し1か所にまとめるラッシュといった共通攻撃スキルを覚える。
- ナイト(Knight)(ソードマンの3次職)
状態異常攻撃が得意な戦士。
ソードマンで習得できるコンボアタックのコンボカウンターが累積されるとダメージが上昇していくコンボシナジー、敵に「刺傷」を付与し、命中率と攻撃力を下げるスカーリングソードといった強力なスキルを覚える。
また、状態異常状態の敵攻撃時により大きなダメージを与えるパッシブスキルのチャンスアタックを覚える
- クルセイダー(Crusader)(ページの3次職)
耐久面に特化した戦士。
永久的に耐久を大幅に向上させるシールドマスタリー、自身のHPを回復するリストネイション、敵から受けるダメージを減少させるアキレス、グループメンバーのスキルレベルを一時的に増加させるコンバットオーダーなどを覚える。
- バーサーカー(Berserker)(スピアマンの3次職)　旧名ドラゴンナイト
現在のHPの割合に比例してダメージが大幅に向上する戦士。
HPの割合に比例して増加するダメージが変化するクロスオーバーチェーン、攻撃時に一定の確率でHPを回復させるロードオブダークネス、攻撃速度の遅い武器でも影響なく攻撃できて止めが強力なラマンチャスピア
スピアマンで習得できるダークスピリットがバフを発動するダークスピリットアップ、攻撃に参加するダークスピリットドミナント、ダークスピリットショックを覚える。

4次職
戦士以外の全職にも共通なスキルとして一定時間ステータスを上昇させるメイプルヒーロー、特定の状態異常を解除するヒーローインテンションといった補助スキルを覚える。ノックバック無効確率を増加させるスタンス、敵のバフを解除したり適用制限ができるマジッククラッシュを覚える。
- ヒーロー(Hero)(ナイトの4次職)
コンボカウントを更に増やすアドバンスドコンボや、敵を集中攻撃できるようになるインレイジや、インレイジ発動中は攻撃速度、ダメージ、攻撃範囲が向上するレイジングブローなどを使用でき、ハイパースキルでは状態異常耐性を100%にするヴァルハラを覚える。
- パラディン(Paladin) (クルセイダーの4次職)
使用する武器で発動能力が異なるパラディンエキスパート(剣はクリティカル最大ダメージ、鈍器はそれに加えて敵の防御無視率も増加する。よほどのことがない限り剣の方がダメージが大きくなる。)
敵単体に攻撃するブレスト、ブレストを使用したとき敵に烙印を付与し追加ダメージを与えるディヴァインジャッジメントなどを使用でき、ハイパースキルでは敵のバフを解除し、バインド状態にするスマイト、一定時間完全無的状態になるサクロサンクティティを覚える。
- ダークナイト(Dark Knight)(バーサーカーの4次職)
HPが多い時に発動しダメージをクリティカル率を大幅に増加させ、死亡時に特定条件をクリアすることでペナルティなしで復活できるリインカーネーション、単体の敵に基本ダメージに加え、自分の最大HPに比例してさらに大きなダメージを与えるグングニルディセントなどを使用でき、ハイパースキルでは確実に敵に与えたダメージを回復するダークサーストを覚える。

### 魔法使い
1次職
杖（ワンド）、棒（スタッフ）を主な武器として使用する。
ただし基本的には武器攻撃はせず、魔法（魔法使い系統のスキルは「魔法」と呼ばれる）によってmobを攻撃する。魔法は近距離から中距離攻撃が得意。
通常、杖や棒はINTの他に少ないながらもLUKが必要になるが、このLUKを上げずに、LUKの要らない一部の武器を使う育て方があり、INT極、極魔、魔力狂等と呼ばれる。また一部の武器は片手剣や短剣でも魔力補正がかかっている武器や、棒・杖でもLUKが要らない武器もあり、こちらはLUKを必要としない場合が多い。
- 魔法使い(Magician)-転職必要レベル8
mob1体にむかって魔法弾を放って攻撃するエネルギーボルト、mob一体の身体上に魔法の爪を発生させて2度連続で攻撃するマジッククロー、といった魔法使いの基本的な攻撃スキルを覚える。
また、MPの自然回復量を向上させるリラックス、レベルが上がるごとに上昇する最大MP値をさらに上げるベネフィット、受けたダメージの一定割合をMPで支払うマジックガード、一定時間防御力を上げるマジックアーマーといった補助スキルも覚える。

2次職
同じ名前だが属性によって分かれるウィザード（火・毒）、ウィザード（氷・雷）と、多彩な補助スキルを持つクレリックがあり、ウィザード（火・毒）は「火」と「毒」、ウィザード(氷・雷)は「氷」と「雷」、クレリックは聖の属性攻撃ができる。mobがその属性に対して弱点を持っていれば1.5倍のダメージとなり、逆に耐性を持っていれば0.5倍のダメージとなる（ただし後述のヒールによる攻撃は、特定のmobにしか効果は無い）。
魔法攻撃したmobのMPを一定確率で吸収する効果が付加されるマジックドレイン、方向キーと組み合わせて一定距離を瞬間移動するテレポートといった共通補助スキルを覚える。
- ウィザード（火・毒）(Fire & Poison Wizard)
一発あたりの攻撃力は他の魔法使いに比べ高い。
共通スキルの他、「火」属性の魔法の矢を放つファイアアロー、「毒」属性の水球を放ち一定確率で毒に冒すポイズンブレス、といった攻撃スキルを覚える。
また、一定時間自分も含めたグループメンバーの魔力を上げるメディテーション、一定時間周囲のmobの移動速度を低下させるスローといった補助スキルも覚える。
- ウィザード（氷・雷）(Ice & Lightning Wizard)
ウィザード（火・毒）に比べて攻撃力は劣るがダメージ以外にも特徴のあるスキルをもつ。
共通スキルの他、「氷」属性の魔法でmobを凍結させるコールドビーム、周囲に「雷」を降らせる複数攻撃サンダーボルト、といった攻撃スキルを覚える。
また、一定時間自分も含めたグループメンバーの魔力を上げるメディテーション、一定時間周囲のmobの移動速度を低下させるスローといった補助スキルも覚える。
- クレリック(Cleric)
全魔法使い中一番攻撃スキルが少ない職業。
しかし、唯一他PCを回復することができるヒールが特徴。ヒールでダメージを与えられるmobもいる（アンデッド系）。
共通スキルの他、聖なる魔法の矢を放つホーリーアローという攻撃スキルを覚える。
また、自分を含めたグループメンバーのHPを回復するヒール、一定時間自分が受けたダメージを軽減（物理的な場合のみで、魔法攻撃は含めない）するガード、一定時間自分を含めたグループメンバーの物理防御力、魔法防御力、命中率、回避率を上げるブレスといった補助スキルも覚える。ヒールの優先順位は自分＞グループメンバー＞ヒールアタック可能mobで自分含め最大6人（mobなら5体）まで。

3次職
メイジ（火・毒）とメイジ（氷・雷）に共通で属性別に、属性魔法攻撃に対して耐性がつくパーシャルレジスタンス、MPを多く消費する代わりに属性魔法の威力を上げるエレメントアンプ、一定時間周りにいるmobを沈黙状態にするシール、HPとMPを消費して魔法攻撃速度を上げるマジックブースター、といった共通補助スキルを覚える。
また、マジックコンポジションで攻撃する場合、属性2つが50%ずつのダメージを持ち、例えば火だけに弱点を持つmobならダメージは1.25倍、毒だけに耐性を持つmobならばダメージは0.75倍となる。
- メイジ（火・毒）(Fire & Poison Mage)（ウィザード(火・毒)の3次職）
共通スキルの他、「火」属性の大爆発で複数攻撃をするエクスプロージョン、「毒」属性の霧を周囲に漂わせ、一定時間触れたmobを毒に犯すポイズンミスト、火と毒の属性を併せ持つ合成魔法マジックコンポジションといった攻撃スキルを覚える。
- メイジ（氷・雷）(Ice & Lightning Mage)（ウィザード(氷・雷)の3次職）
共通スキルの他、「氷」属性の多数の氷塊で複数攻撃するアイスストライク、「雷」属性の強力な魔法の槍で攻撃するサンダースピア、氷と雷の属性を併せ持つ合成魔法マジックコンポジションといった攻撃スキルを覚える。
- プリースト(Priest)（クレリックの3次職）
聖属性の光を発して周囲の複数のmobを攻撃するシャイニングレイ、召喚の「石」を使ってドラゴンを召喚し自分に最も近いmobを攻撃させるサモンドラゴンといった攻撃スキルを覚える。
また、mobから受ける全属性魔法攻撃のダメージを低減するエレメントレジスタンス、自分を含むグループメンバーの状態異常を治療し、周囲のmobのパワーアップ効果を打ち消すディスペル、魔法の石を使って1番近い「街」につながるドアを作り、一定時間行き来が可能となるミスティックドア、一定時間グループで得られる分配前の経験値が最大1.5倍となるホーリーシンボル、魔法の石を使って、ボス以外の複数のmobの姿を青デンデン(2番目に弱いmob)に変えるドゥームといった多彩な補助スキルを覚える。
ただし、ホーリーシンボルの効果で経験値が増えても、個人で狩りをした場合は元の1.1倍を超えることはない。

4次職
魔法使い以外の全職にも共通なスキルとして一定時間ステータスを上昇させるメイプルヒーロー、特定の状態異常を解除するヒーローインテンションといった補助スキルを憶える。インフィニティは消費MPを一定時間、0にするものであって、その性質上、魔法使い4次職スキルのメテオ・ブリザード・ジェネシスそれぞれの専用スキルと言ってもいい。マジックガードの効果でHPの肩代わりをする消費MPも0になる。クァンタムエクスプローションは一定時間止まり強力な爆発を起こす。チャージすることにより威力はあがる。しかし最大チャージ時間は3秒である。マナリフレッションは精神力で魔力の流れを変え、敵にその力を返す。一度に敵の最大HPの20%以上のダメージを返すことはできない。ただし、自分の受けるダメージに影響はない。またスキルレベルを上げることにより、持続時間、確率、魔法ダメージを跳ね返す量が上がる。
- アークメイジ（火・毒）(Fire & Poison Arch Mage)（メイジ(火・毒)の4次職）
ナムネスバインドは敵を石化させ、5秒から15秒（これはスキルポイントによって変化する）の間氷結と同じ効果を持って、敵を固まらせる。氷結と違うのはボス以外全てのモンスターに効く所と、その硬直時間の長さであろう。
ファイアデーモンは前方複数攻撃であり、3体から5体（これはスキルポイントによって変化する）の敵に攻撃する。攻撃力そのものは3次職のエクスプロージョン、2次のファイアアローと同じだが、これを受けた敵は属性が「氷弱点」のみとなり、毒の効かない敵にも毒が効いたり、また逆に炎弱点が無効にもなったりする。更にスキルの説明に無い能力として、敵がわずかの時間硬直するというものがある（0.5秒程度）。なお、これはアークメイジ（氷・雷）のアイスデーモンと同じ能力を持つ。硬直中敵は止まり、特殊攻撃等もしてこないが、氷結が無効の敵は硬直しない。上記2つの能力は、ボスモンスターには通用せず、ダメージのみである。
エルクィネスは召喚スキル（召喚の石は不要）であり、3秒に1回ほど、最大3体に対し攻撃をする。攻撃を受けた敵は氷結し、その氷結時間はスキルポイントが11、21になるごとに1秒ずつ増え、最大3秒の氷結効果をもたらす。
メテオは最大15体の敵に対し、膨大なMPと引き換えに、炎属性の大ダメージを与える。韓国にはエレメントアンプが適用されなかったようだが、日本版では適用される。
- アークメイジ（氷・雷）(Ice & Lightning Arch Mage)（メイジ(氷・雷)の4次職）
チェインライトイングは最大6体の敵に攻撃できる。この技は一番手前にいる敵にまず高圧の電流をあて、近くにいる場合のみ周囲の敵にもあたり最大6体まで攻撃ができる。周りに敵がいない場合は電流が途中で止まってしまう。
アイスデーモンは造った氷で敵を攻撃し持続的（スキルレベルによって持続時間が伸びる）にダメージを与える。アイスデーモンにかかっている間の敵は火属性攻撃のみが弱点になる。またスキルレベルを上げることにより敵最大6体までダメージを与えることができる。更にスキルの説明に無い能力として、敵がわずかの時間硬直するというものがある（0.5秒程度）。なお、これはアークメイジ（火・毒）のファイアデーモンと同じ能力を持つ。硬直中敵は止まり、特殊攻撃等もしてこないが、氷結が無効の敵は硬直しない。上記二つの能力は、ボスモンスターには通用せず、ダメージのみである。
一定時間（スキルレベルを上げることにより召喚時間が延びる）火属性を持つイフリートを召喚し敵を攻撃させる。最大3体の敵まで攻撃可能。
ブリザードは大量のMPを消費するが、攻撃力と攻撃範囲が強力で最大15体まであたる。
- ビショップ(Bishop)（プリーストの4次職）
エンジェルレイは4次魔法使いの単体攻撃スキルの中で最も高い魔法攻撃力、発動速度を持つが、属性杖、マジックブースター、エレメントアンプの影響により、他の魔法使いのスキルよりも扱いにくいスキルとなっている。また、このスキルに互換している他の魔法使いの4次職スキルでナムネスバインド、チェインライトニングは転職した時点で習得可能だが、エンジェルレイのみ、ジャクムからスキルブックを入手しなければならないため、スキルを獲得していないビショップも多少いる。
ジェネシスは他の4次魔法使いの同系統スキル（メテオ、ブリザード）より高い魔法攻撃力を持つ。入手するにはホーンテイルの洞窟に入る必要があり、こちらは洞窟に入るのにグループでのクエストをこなさなければならず、こちらも獲得していないビショップが存在する。また、この今までにない強大なスキルの存在により、クレリック系統のmobの討伐スタイル（狩りスタイル）が大きく変化し、ジェネ狩りという単語ができた。
サモンドラゴンのスキルを習得していることを条件に、ドラゴンハートというクエストをNPC騎士ラウルから受け、完了することにより、サモンドラゴンより強力なバハムートを召喚することができる。
ホーリーシールドは、一定時間、グループメンバーの状態異常を遮断するスキル。しかし3次職のスキル、ディスペルで解除できるものしか防げない。
リザレクションは、死亡したグループメンバーをその場で蘇生するスキル。特にボス戦においては有益であり重宝される。効果は自分を除くグループメンバー全員に及ぶ。再使用待機時間はレベル1で57分と非常に長い。

### 弓使い
1次職
弓(ボウ)、弩(ど・いしゆみ・おおゆみ・クロスボウ)を主な武器として使用する。弓と弩は、基本的にそれぞれ専用の矢を消費し攻撃する。お互いを比較すると、弓は攻撃速度が早く、弩は攻撃力が高い傾向がある。
近距離のスキルを覚えるまでは、接近されると矢が撃てずに武器を振り回す弱い攻撃になるため、近接戦闘は苦手で基本的に離れた場所から攻撃する。ただし、弓や弩を振り回す攻撃は、一定確率でノックバック (KB) と呼ばれるmobを遠くに吹き飛ばす効果がある。また矢を消費しないスキルを使っていない場合、矢がなくなると武器を振り回す攻撃になる。
- アーチャー(Archer)-転職必要レベル10
通常より強い攻撃を繰り出すアローブロー、一度に2本の矢で攻撃するダブルショット、といった弓使いの基本的な攻撃スキルを覚える。
また、常に命中率を上げるアマゾンの祝福、一定の確率でクリティカル攻撃になりダメージが上がるクリティカルショット、矢の射程距離を伸ばすアマゾンの目、一定時間命中率と回避率を上げるフォーカスといった補助スキルも覚える。

2次職
強烈に武器を振り回し複数のmobをノックバックするパワーノックバック、という共通攻撃スキルを憶える。
また、攻撃の熟練度(ダメージの安定性)を高めるプログレス、1次職と2次職の攻撃スキルの後に一定確率で追加攻撃が発動するEXアタック、一定時間武器速度を高めるブースター、一定時間「矢」を消費せずに攻撃できるソウルアローといった共通補助スキルを覚える。
ただし全て武器別(例えばハンターの場合はEXアタック(弓)のように得意な武器のみ)。2次転職後は職業によって武器の種類が分かれ、その武器を用いるのが基本となる。
- ハンター(Hunter)
弓が得意な弓使い。2次転職以降は「弓」「弓使い」「弓師」等と略されることが多い。クロスボウマンより比較的攻撃速度が早く使い勝手が良いのが特徴。
共通スキルの他、火薬が仕込まれた矢で攻撃し、爆発に巻き込まれた複数のmobを一定確率で気絶させるアローボムという攻撃スキルを覚える。
- クロスボウマン(Crossbow Man)
弩が得意な弓使い。2次転職以降は「弩(石弓)」「弩(石弓)使い」「弩(石弓)師」などと略されることが多い。ハンターより比較的攻撃力があるのが特徴。
共通スキルの他、一直線にmobを貫通する矢を放つアイアンアローという攻撃スキルを覚える。

3次職
一度に4本の矢を放つストレイフ、という共通攻撃スキルを覚える。
また、移動速度を増加させるスラスト、一定確率で近距離でも矢を放てるようになったり即死させたりするモータルブロー、一定時間かかしを置いてmobからの攻撃の身代わり(耐久力以上のダメージで壊されることもある)をさせるパペットといった共通補助スキルを覚える。
- レンジャー(Ranger)(ハンターの3次職)
共通スキルの他、火をまとった矢を放ち、攻撃が命中したmobの周りに火を発生させてダメージを与えるファイアショット、空高くいくつもの矢を放ち、周囲のmobを攻撃するアローレイン、召喚の石を使って「銀の鷹」を呼び出し、一定時間周囲のmobを攻撃・気絶させるシルバーホーク、といった攻撃スキルを覚える。
- スナイパー(Sniper)(クロスボウマンの3次職)
共通スキルの他、氷をまとった矢を放ち、攻撃が命中したmobの周りに氷塊を発生させてダメージと凍結効果を与えるアイスショット、地中にいくつもの矢を放ち、周囲のmobを攻撃するアローイラプション、召喚の石を使って「金の鷲」を呼び出し、一定時間周囲のmobを攻撃・気絶させるゴールデンイーグルといった攻撃スキルを覚える。

4次職
弓使い以外の全職にも共通なスキルとして一定時間ステータスを上昇させるメイプルヒーロー、特定の状態異常を解除するヒーローインテンションといった補助スキルを覚える。
シャープアイズは急所を狙うようになり、グループ員の敵に与えるダメージを上昇させる。また、クリティカルとは別に加算されるダメージであるために重複可能だが、ダメージ表記はクリティカルと同じ赤色となり見分けはつかない。
複数の敵に攻撃ができ、当たった敵を吹き飛ばすドラゴンパルスは近接戦闘が不利な弓使いにとって重宝される。
それぞれのプログレスの進化したボウエキスパートとクロスボウエキスパートをそれぞれ習得できる。
- ボウマスター(Bow Master)(レンジャーの4次職)
影縫いの矢は敵の足元に矢を放ち、一定の確率で短時間敵の移動速度を落とす。
暴風の矢は矢をかなりの速さで連続発射する。
フェニックスは3次職スキルのシルバーホークに対応する炎属性を持つ神鳥を召喚し、炎をあげながら敵に体当たりをして攻撃する。
明鏡止水は一定時間、攻撃力が上昇し、スキル使用時消費されるMPが少なくなる。
- クロスボウマスター(Crossbow Master)(スナイパーの4次職)
スナイピングはボス以外なら一撃で倒せる上、スキルレベルに関係なく190k台のダメージを与えることができ、再使用待機時間も以前は長かったが現在では、10秒から5秒(ランダム)となっている。
フリズベルグは3次職スキルのゴールデンイーグルに対応する、氷属性を持つ神鳥を召喚する。敵に体当たりをして当たった敵を凍らす効果を持つ。
ピオシングは2次職スキルのアイアンアローと少し違って貫通してダメージを与える点は同じだが、貫通すればするほどダメージが増す攻撃をする。
ブラインドは敵の目に矢を放って一時的に視界を奪い、敵の命中率を下げることができる。

### 盗賊
1次職
短剣(ナイフ)や、篭手を使った手裏剣投げを主な武器として使用する。
短剣の場合は近接攻撃、篭手の場合は手裏剣を投擲する遠距離攻撃を得意とするが、逆の射程には弱い性質を持つ。
- ローグ(Rogue)-転職必要レベル10
短剣で一度に2回連続で攻撃するダブルスタブ、篭手で一度に2つの手裏剣を放ち攻撃するラッキーセブンといった盗賊の基本的な攻撃スキルを覚える。
また、常に命中率と回避率を上げるシックスセンス、手裏剣の射程距離を伸ばすロングスロー、一定時間mobの攻撃力と防御力を下げアクティブな敵をパッシブにするディスオーダー、一定時間半透明になりmobに接触してもダメージ(接触のみで、魔法攻撃等は含めない)を受けなくなるダークサイトといった補助スキルも覚える。

2次職
攻撃の熟練度(ダメージの安定性)を高めるプログレス、HPやMPが自然回復とは別に回復するようになるサバイバル、一定時間、武器速度を高めるブースター、自分を含むグループメンバーの移動速度とジャンプ力を上げるヘイスト、といった共通補助スキルを覚える。
ただし、武器に関連するスキルは基本的に武器別(例えばアサシンの場合はブースター(篭手)のように得意な武器のみ)。2次転職後は職業によって完全に武器の種類が決定し、その武器を用いるのが基本となる。シーフだがある程度のレベルまではラッキーセブンで投げ攻撃を得意とする「投げシーフ(アサシーフ)」という育て方もある。また、短剣は必要ステータスによって2種類に分類され、それぞれSTR斬り、LUK斬りなどと呼ばれる。
- アサシン(Assassin)
篭手を装備し手裏剣を投げて攻撃するのが得意。投げ賊と呼ばれることも多い。
共通スキルのほか、ラッキーセブンより劣るが通常より強めの攻撃でダメージによってmobのHP吸収量が変わるライフドレインという攻撃スキルを覚える。
また、一定確率でクリティカル攻撃になりダメージが最大2倍になるクリティカルという補助スキルも覚える。
- シーフ(Thief)
短剣と盾を装備して近接戦闘をするのが得意。斬り賊と呼ばれることも多い。
共通スキルのほか、一定確率でmobが持っているアイテムを盗みながら攻撃するスチル、最大6回連続で斬り付けるサベッジスタブといった攻撃スキルを覚える。

3次職
盗賊には3次職に共通スキルはない。
- ハーミット(Hermit)(アサシンの3次職)*:自分の影をくもの糸にしてmobを捕縛するシャドーウェブ、メルを消費してmobのガードアップ、マジックガードアップを無視して攻撃するシャドーメル、大きな手裏剣を作り出しmobを貫通する攻撃をするアヴェンジャーといった攻撃スキルを覚える。
また、回復アイテムの効果や強化アイテムの持続時間を高めるアルケミスト、一定時間自分を含む周囲のグループメンバーの拾得メルが増えるメルアップ、召喚の石を使用して自分の影を召喚し同じ攻撃(ただし威力は本体より弱い)をさせるシャドーパートナー、ジャンプ中にもう一度大きくジャンプできるフラッシュジャンプ、といった補助スキルも覚える。
- マスターシーフ(Master Thief)(シーフの3次職)
強力な攻撃をして一定確率でmobを気絶させるアサルター、仲間の盗賊を呼び出して周囲のmobを攻撃させるシーブズ、地面に落ちているメルを爆発させるメルエクスプロージョン、といった攻撃スキルを覚える。
また、盾の防御力を上げるシールドマスタリー、動けなくなるがMPを消費してHPを徐々に回復するチャクラ、一定時間mobを攻撃した際にメルが落ちるピッグポケット、一定時間受けたダメージの半分をメル消費で代用するメルガードといった補助スキルを覚える。

4次職
盗賊以外の全職にも共通なスキルとして一定時間ステータスを上昇させるメイプルヒーロー、特定の状態異常を解除するヒーローインテンションといった補助スキルを覚える。
敵に毒を塗った武器で攻撃し、一定時間ダメージを与えるベノム。毒耐性の敵、中ボス以上の敵には無効。また、パッシブスキルであるが、一部の攻撃スキルでは発動しない。
隠れていた仲間を呼びだし、一定時間敵にダメージを与え続けるアンブッシュ。命中率に関係なく命中する。しかし、アンブッシュで敵を倒すことはできない。
敵に挑戦状を投げ付け、挑発し、敵の防御・経験値・アイテムドロップ率を上げるショーダウン。ボスには無効である。
一定確率で敵からの攻撃を避けるフェイク。命中判定とは別で、設置されている棘や落石などは避けられない。パッシブで、成功するとF2の表情(にこにこ顔)となる。
- ナイトロード(Night Lord)(ハーミットの4次職)
トリプルスローは手裏剣を3枚投げる。なお、習得するためには、ジャクムからドロップするトリプルスローのスキルブックを使用しなければならない。
スピリットダークは手裏剣をスキル発動時に一定枚数消費することで、一定時間内に使用する手裏剣を減らさずに投擲することができる。
忍者ストームは自分の近くの敵を左右に吹き飛ばす。通常、敵と近いとパンチになってしまう投げ賊にとって、重宝する。
- シャドー(Shadower)(マスターシーフの4次職)
ブーメランステップは複数の敵に複数回の巻き込みダメージを与え、気絶させる。短剣のスキルの中でも広範囲であり、発動中はあらゆる攻撃を無視する(地形ダメージや中毒については時間がカウントされダメージを受ける)。デメリットは、他のスキルと比べ連続して発動できないこと。
暗殺は3連続攻撃のあとに、一定確率でクリティカルとなるファイナルアタックが発動する。1次スキル、ダークサイト使用中のみ発動可能。発動していた秒数によりダメージが大幅に変わる。
煙幕弾は煙幕を作り出し、敵から隠れる。敵のあらゆる攻撃を無効化できる(特定のボスの気絶、スキル解除に無効)。グループメンバーにも有効である。

### 海賊
2008年7月30日追加。
1次職
ナックルやガン(銃)を主に使用する。
ナックルの場合は超近接攻撃、ガンの場合は遠距離攻撃を得意とするが、逆の射程には弱い性質を持つ
- 海賊(Pirate)-転職必要レベル10
拳を前に突き出すストレートや後ろに蹴り上げ複数のmobに攻撃するムーンサルト、1度に2発の弾(ブレット)を発射するダブルファイアといった海賊の基本的な攻撃スキルを覚える。
また、命中率や回避率が上がるクイックモーションや左右の方向キーどちらかを2回押すと一時的に移動速度とジャンプ力が上がるダッシュといった補助スキルも覚える。

2次職
2次職に共通スキルは無い。
2次職からは職業によって完全に使用する武器が違い、その職業にあった武器を主に使うようになる。
- インファイター(Infighter)
ナックルを使って攻撃するのが得意。
mobの後方へ移動し後ろへ肘で複数のmobに攻撃するバックエルボー、上に拳を2回突き出すダブルアッパー、前に突進し複数のmobに攻撃するパンチ(溜め可能)といった攻撃スキルを覚える。
また、ナックルの命中率と熟練度を上げるナックルマスタリー、ナックルの攻撃速度を上げるナックルブースター、最大HPの増加量を上げるバイタライズ、自分のHPを消費して自分のMPを回復するMPリカバリー、樽に変装してmobに気づかれないようにするオーク(盗賊の1次スキルのダークサイドと違い、mobにバレる可能性あり)といった補助スキルも覚える。
- ガンスリンガー(Gunslinger)
ガンを使って攻撃するのが得意。
目に見えないほどの速さで複数のmobに弾を撃つインビジブルショット、複数のmobに爆弾を投げつけるスローイン(溜め可能)、射撃をしながら後方へジャンプするバックステップショットといった攻撃スキルを覚える。
また、ガンの命中率と熟練度を上げるガンマスタリー、ガンの攻撃速度を上げるガンブースター、弾を撃つ振りをして旗を撃ち出しmobを気絶させるフェイクショット、滞空時間の長いジャンプをするウィングスといった補助スキルも覚える。

3次職
3次職に共通スキルは無い。
- バッカニア(Buccaneer)(インファイターの3次職)
スタンマスタリーは気絶しているmobを攻撃したとき、一定確率でクリティカルになる。
エネルギーチャージは攻撃するたびにエネルギーが溜まっていき、完全に溜まるとスキルが発動する。スキル発動中は、1.ボディアタック効果(mobから受けたダメージの一部を跳ね返す)2.スタンス效果(接触ダメージを受けた時、一定確率でノックバックしない)3.エネルギーを使用するスキルを発動することが可能な状態になる(エネルギーを放出して複数のmobを攻撃するエネルギーバスター、エネルギーを利用してmobを攻撃してそのダメージの一部を自分のHPに変換するエネルギードレイン)。
青色に変身するトランスフォームは変身中それ専用のスキルしか使えない(強く拳を地面に突き降ろしてその衝撃で複数のmobを攻撃するショックウェイブ)。
- ヴァイキング(Viking)(ガンスリンガーの3次職)
トリプルファイアは1次スキルのダブルファイア使用時に弾が1つ増え、威力が増す。
「火」属性攻撃のファイアバーナー、「氷」属性攻撃のクーリングエフェクトは専用の弾を所持していないと使用不可で、表記ダメージの50%になる。
ホーミングはmobに印を付け、以後自分の攻撃はそのmobにしか当たらなくなる。
移動はできないが攻撃のサポートをするオクトパス、空から爆弾を落として複数のmobを攻撃するガブアイオータといった召喚スキルも使える。

4次職
海賊以外の全職にも共通なスキルとして一定時間ステータスを上昇させるメイプルヒーロー、特定の状態異常を解除するヒーローインテンションといった補助スキルを覚える。
- バイパー(Viper)(バッカニアの4次職)
ドラゴンストライクは竜を呼び出して複数のmobに攻撃する(召喚ではない)。
ラピッドフィストは近くにいるmobを速い速度で6回攻撃する。
エナジーオーブは3次スキルのエネルギーチャージ発動時のみ使用可能で、そのエネルギーの一部をmobに投げつけて攻撃する。さらにその周りにmobがいれば、エネルギーオーブが転移されて追加ダメージを与える。
金色に変身するスーパートランスフォームは変身時トランスフォーム及びスーパートランスフォーム専用スキルしか使用できない(3次スキルのショックウェイブ及び目に見えないくらい速い速度で攻撃するデモリション、遠く離れたmobにダメージを与え自分の前へ引き寄せるスナッチ)。
ウィンドブースターはブースターと重複でき、グループ全員の武器の攻撃速度を上げる。
タイムリーフはグループ全員のスキル再使用待機時間を初期化する(ただし、自分とグループ全員のタイムリーフの再使用待機時間は初期化できない)。
- キャプテン(Captain)(ヴァイキングの4次職)
ラピッドファイアはとても速い速度で弾を撃つ。
アットレビュートアップは3次スキルのファイアバーナー、クーリングエフェクトを強化する。
マインドコントロールはmobを他のmobに攻撃させる。
アドバンスドホーミングは印を付けられたmobがよりダメージを受けるようになる。
サポートオクトパスは3次スキルのオクトパスの強化版、エアストライクは3次スキルのガブアイオータの強化版である。
バトルシップは海賊船に乗る。乗っている間は移動速度が遅くなってロープと梯子移動が不可能な代わりに、防御力が高くなって専用スキル(砲弾を連続で多数発射するバトルシップキャノン、敵を貫通する堅い砲弾を発射するバトルシップミサイル)を使うことができる。ダメージを受ける度に耐久力が減少し、耐久力が0になると一定時間バトルシップに乗ることができない。

## デュアルブレイド
第三の盗賊。独自のストーリーがあるが分類的には冒険者の盗賊にあたる。シーフ系統の盗賊と同じく短剣を使うが、それとは別にブレイドという専用武器を使える二刀流職。
シーフと違い、かなりの距離を移動しながらの複数攻撃を使える。冒険家のよりも数段上の攻撃力をもち、1回の攻撃で2度ダメージを与えられる。
1次職
- ローグ(Rogue)
冒険家のローグと殆ど変わりない能力だが、
その育て方や、スキルの数などから実際には冒険家のローグより数段弱い。
難易度が3の為、最初に武器も貰えず、転職したてではかなり苦労する。

2次職
- セミデュアル(Semi Dual)
デュアルブレイド専用武器のブレイドを短剣と別に装備できるようになり、通常攻撃は二回攻撃になり、
攻撃スキルであるトリプルスタブにより、冒険家の単体攻撃よりも威力の高い複数攻撃ができるようになる。
攻撃速度を上げるデュアルブースターや、熟練度と命中率を上げるデュアルマスタリーの登場により、ここから冒険家よりもかなり強くなる。

2次職+
- デュアル(Dual)
シーフのサベッジスタブを超える8段階攻撃のフェイタルブローを使え、
盗賊のヘイストとは違い、ジャンプ力が最大123%に上がる代わりに自分のみ効果を受ける、3次職+のフライングアサルターの前提スキルとなるセルフヘイスト、
また、冒険家と違い、この時点からマスタリーブックを必要とする中距離移動を兼ねた範囲攻撃のスラッシュストームを使える。このスキルは3次職+のブラッディストームの下位互換で、前提スキルにもなっている。

3次職
- デュアルマスター(Dual Master)
冒険家のハーミットのスキル、フラッシュジャンプを使えるようになり、複数のmobを暗黒状態にして攻撃を避けやすくするフラッシュバンを使える。
また、スラッシュストーム同様Lv6以降にマスタリーブックを必要とする最大8体のmobを押しながらダメージを与えるトルネードスピンが使える。このスキルは、3次職+のスキル、フライングアサルターからの連携スキルとして使える。
高速で複数を中に浮かせ、追加ダメージを与えるアッパーステップが使える。

3次職+
- スラッシャー(Thrasher)
スラッシュストームのアドバンスドバージョンであるブラッディストーム、ブラッディストーム、トルネードスピンに連携できる一定確率での気絶効果の付いた複数攻撃スキル、フライングアサルターを使えるようになる。
また、自分と全く同じ動きをする、ハーミットのシャドーパートナーに似たスキル、ミラーイメージングや、一定確率でmobを即死させ、成功時に攻撃力を一定時間1.5倍まで上げるオウルデッド、ダークサイト中でも攻撃可能になり、一定確率でダークサイトを解除されないアドバンスドダークサイトといった、補助スキルも充実するようになる。
この内、フライングアサルターとミラーイメージングは、スラッシュストーム、トルネードスピン同様にマスタリーブックを必要とする。

4次職
- デュアルブレイド(Dual Blade)

デュアルブレイドの最上位職。
- 冒険家の盗賊と同じパッシブスキル、ベノムにより攻撃に中毒効果がつき、最大威力250%という高性能なクリティカル付加グループスキル、ソンズエフェクトを使えるが、グループ員にはその効果は半減され、また、もともとソンズエフェクト以上の高性能なクリティカルを持っている場合、効果は適用されない。そのため、グループスキルとしては弓使いのシャープアイズに劣る。
モンスターに札を貼って爆破し、PCを含むキャラクターにダメージを与える起爆札や、弓使いのパペットに比べてHPの多い、ミラーイメージングを切り離して使うダミーエフェクトがあるが、後者はともかく、前者は今のところほぼネタスキルとされている。
マスタリーブック不要な、高威力の複数攻撃に加え、一定時間攻撃力を2倍にするファイナルスラッシュ、前方の敵単体に致命的な連続攻撃を与えるファントムブロウがある。

## キャノンシューター
第三の海賊。独自のストーリーがあるが分類的には冒険者の海賊にあたる。

## パスファインダー
声優:水樹奈々
第三の弓使い。

## シグナス騎士団
女王シグナスが結成させた騎士団の一員となり、メイプルワールドの平和を取り戻すべく暗黒の魔法使いの勢力に対抗していく職業。どちらかといえばゲームの初心者向けである。
冒険者と同じく5種類の職業があり、戦士(ソウルマスター)、魔法使い(フレイムヴィザード)、弓使い(ウインドシューター)、盗賊(ナイトウォーカー)、海賊(ストライカー)に分類される。
成長が非常に早く強力で派手なスキルを覚える。実装当初最大レベルは120であったが、現在(2019年12月)は他職業と同じく275が最大レベルとなっている。
使う武器と属性攻撃は制限される。
外見的には白い肌が特徴。
「精霊の祝福」という(シグナス騎士団以外の)どの使用キャラクターにもあるスキルによって、シグナス騎士団のキャラクターのレベルが5上がるごとに、他の使用キャラクターも強くなる。
2009年から実装。後のバーションアップでに以前からあったスキルが調整された。

### ソウルマスター
騎士団長ミハエルに仕える戦士。剣・聖属性(戦士系)。
ミハエル
若き日のシグナス騎士団長、光の騎士ミハエル。ソウルマスターとは異なる別職業として実装。
ストーリー上ではミハエルが騎士団長となる以前の前日譚である都合、男性キャラ固定となる。

### フレイムウィザード
騎士団長オズに仕える魔法使い。炎属性(火毒魔系）。

### ウインドシューター
騎士団長イリーナに仕える弓使い。弓(弓使系)。

### ナイトウォーカー
騎士団長イカルトに仕える盗賊。手裏剣・毒属性(投げ系)。

### ストライカー
騎士団長ホークアイに仕える海賊。ナックル・雷属性(海賊系)。

## 英雄
かつてメイプルワールドを守るために暗黒の魔法使いと戦った、6人の英雄のうちの一人となる職業。
エヴァンを除いた残りの英雄たちは封印時期まで合わせると、800年以上生きている。
The Seedが作られたのが800年前であるため、英雄たちの封印の時期は約800年前。 
現在実装済みの職業はアラン・エヴァン（ドラゴンマスター）・メルセデス・ファントム・ルミナス・隠月の6職業。

### アラン
声優:矢野亜沙美（女）/鈴木崚汰（男）
5人の英雄の一人で戦士。

#### ストーリー
「鉾使いのアラン」はかつて他の英雄達とともに暗黒の魔法使いと戦い、封印に成功したが、受けた呪いによって800年もの間氷の中に封印されてしまった。その後リエンにて封印は解けたもののアランは記憶を失っており、力も弱体化してしまった。記憶と力を取り戻すべくアランの冒険が始まる。

#### 人物
外見的には褐色の肌が特徴。公式絵では白い頭髪に黒めの服装をしている。公式絵・PV・ストーリーなどではポニーテールの女性として描かれる。英雄として連合会議にも出席している（女性）。

#### キャラクター性能
鉾を使用した連続攻撃や複数攻撃に優れており、どちらかといえばゲームの上級者向けの職業である。
通常攻撃で複数の敵に攻撃することができ、攻撃キーを連続で押すことでコンボ攻撃が可能である。コンボは途絶えない限り、増え続ける。一定のコンボ数に達し、コマンド入力をするとコンボ数に対応して更なる技の使用が可能。アランは冒険職の戦士の弱点を補ったようなもので、攻撃力はとても高い。ただしHP・防御力は戦士職にしてはあまり高くなく、成長速度も遅い。

#### 周辺人物
リリン
リエンに住む少女。英雄を見守る一族の末裔であり、アランをサポートしてくれる。
マッハ
アランの鉾に宿る鉾の精神。全身金色の霊体をしている。少々口が悪い。アランにとっては相棒のような存在。

### エヴァン
声優:篠田みなみ（女）/古川慎（男）
成り行きでドラゴンと契約してしまった平凡な少年(少女)・エヴァンが、卵から孵ったドラゴン・ミルとともに成長していくストーリー形式の職業。エヴァンは厳密には英雄ではなく、5人の英雄の一人フリードの後継者にあたり、フリードと同じ魔法使い（ドラゴンマスター）になる。

#### ストーリー
家族と一緒にミナル森で暮らしていたエヴァンは、ある日、白昼夢に巨大なドラゴンの姿をみる。ドラゴンに触れたところで夢から醒めたが、その手の甲には不思議な刻印が現れていた。その後、お使いの途中に崖から深い森に転落し、そこで偶然ドラゴンの卵を見つけ持ち帰る。しばらくして孵化した不思議なドラゴン・ミルと出会い、自分がドラゴンと契約を結びミルのマスターになったという事実を知らされる。こうしてエヴァンはミルを成長させ、ミルとともに暗黒の魔法使いの勢力に対抗するために、冒険の旅に出ることになった。

#### 人物
元々は平凡な少年(少女)で、ミルと出会うまでは家族とミナル森に住み、親の家業である狩猟を手伝っていた。初期装備も半袖短パンの普段着に麦藁帽子、手には木の棒切れといかにもそれらしい。
手に不思議な刻印が現れてもさして気にしていなかったところを見ると、かなりマイペースな性格らしい。ヘネシスにはよく肉類の出荷に来るため、長老スタンをはじめヘネシスの人間とは顔馴染みである。冒険に出た後は英雄の後継者としてそれなりに知名度を得たらしく、連合会議にも出席している。
公式絵・PVではフリードと同じ赤いローブにヘアバンドの姿している。

#### キャラクター性能
戦闘はプレイヤーが使うスキルと、ミルが使うミルスキル、プレイヤーとミルが力を合わせて使う融合スキルで戦う。
以前は他の職業と違い10回の転職を行っていたが、2016年7月13日に実施されたアップデートにより他の職業と同じく4回の転職のみになった。

#### スキル
1次職(10Lv)
サークルオブマナ
前方の敵を攻撃するエヴァンの基本スキル。転職段階によって強化されていく。
2次職(30Lv)
サークルオブウィンド
前方の敵を押し出す効果を持つ攻撃。ドラゴンスイフト中に使用することでスイフトオブウィンドを発動でき、ドラゴンブレス中に使用することでブレスオブウィンドを発動できる。
ドラゴンスイフト
エヴァンが初めて使用できるようになるミルスキル。ミルが前方を往復し攻撃する。
3次職(60lv)
サークルオブサンダー
魔法の稲妻で敵を殲滅する。ドラゴンダイブ中に使用することでダイブオブサンダーを発動でき、ドラゴンスイフト中に使用することでスイフトオブサンダーを発動できる。
ドラゴンダイブ
ミルスキル。ミルがエヴァンの前方に衝突し、衝撃波を発生させ攻撃する。
4次職(100lv)
サークルオブアース
エヴァンの使用するスキル。魔法により前方の地面を持ち上げて敵を強打する。ドラゴンブレス中に使用することでブレスオブアースを発動でき、ドラゴンダイブ中に使用することでダイブオブアースを発動できる。
ドラゴンブレス
ミルスキル。ミルが前方に炎を吹き、敵を燃やす。

#### 周辺人物
ミル
エヴァンと契約したオニックスドラゴン。パートナーであるエヴァンとは一心同体である。 
フリード
エヴァンの前任者。5人の英雄の一人で魔法使い（ドラゴンマスター）。
暗黒の魔法使いとの激しい戦いの末、命を落とした。公式絵・PVの外見や服装がエヴァンとほぼ同じなので、混同されやすい。

### メルセデス
声優:三澤紗千香（女）/菅原慎介（男）
5人の英雄の一人で弓使い。

#### ストーリー
英雄「メルセデス」は、暗黒の魔法使いとの戦いに勝利した後、アランと同じく村の仲間たちとともに氷の中に封印されてしまったが、自分の中に眠っていた王の血によって目覚めた。

#### 人物
エルフ族の王(女王)。外見はエルフらしく色白の肌にブロンドの髪の凛とした(男性なら中性的な)美しい容姿をしている。 
性格はプライドが高いらしく、封印が解けた際に自分のレベルが10になっていたことに衝撃を受けていた(封印される前には250だった)他、そのために自分が低レベル用の修行場へ行くこともかなり恥じらっていた。公式性別は女性。

#### キャラクター性能
設定時には(元々登録してある自分の性別に関係なく)男女の性別を選択できる。
はしご等の昇降時に上を押しながらジャンプ操作で上に瞬時に移動する基本スキルがある。
専用武器は「デュアルボウガン」(両手武器、ボウガンを両手持ちにして放つ)。スピーディーな攻撃を得意とする。
通常攻撃は多少威力に欠けるが、スキルについては複数の敵に対して強く、なおかつ矢の消費は無い。

### ファントム
三上由理恵（女）/声優:西山宏太朗（男）
5人の英雄の一人で盗賊。

#### ストーリー
「怪盗ファントム」はメイプルワールドが暗黒の魔法使いの支配下にあった頃、悪い貴族や富豪に対して盗みを働く義賊であった。
しかし親しい関係にあったエレブのアリア女王が、暗黒の魔法使いによって騙され、結果死に至らしめられたことを知った彼は、アリアの死に報いるために英雄たちと協力関係を結び、暗黒の魔法使いと戦うことを決意する。
暗黒の魔法使いとの戦いから800年後、封印から目覚めたファントムは、エレブの会議にて現女王シグナスの正当性を主張した後、再びメイプルワールドにデビューを果たした。

#### 人物
通称「怪盗ファントム」。黒いバイザー付きの帽子に白いマントがトレードマーク。金髪で容姿端麗。前述のとおり元は怪盗だったが、アリアの死をきっかけに英雄の一員となり、暗黒の魔法使いとの戦いに参加した。戦いの後は他の英雄達と同じく、呪いによって800年間封印されていたようである。
800年後の物語開始時点では、専用の飛行船クリスタルガーデンを持ち、執事アルフレッドをはじめ多くの部下たちを組織して、再び怪盗として活動している。戦闘力はかなり落ちておりレベル200から10になっていた（ただしこのことは周囲に隠している）。
公式絵・PVでは優男の男性として描かれることが多い。

#### キャラクター性能
専用武器はケイン（片手武器）、補助武器はカード。
代表的なスキルとして周辺の冒険者のスキルを盗むスキルスチーリングと、それを使用するタレントオブファントムシーフがある。
クリスタルガーデンで各町への短時間の移動が可能である。
潜在力や自由度に優れ、元々のステータスが高めな上に強力で便利なスキルを覚えるが、反面MPが切れやすい。公式では成長速度が遅いとされているが、従来の冒険者職などと比べるとむしろ早い方である。
JUSTICE第2アップデートで実装。キャラクター作成の期間が限定されており、作成できるときとできないときがある。

### ルミナス
新名彩乃（女）/声優:森嶋秀太（男）
5人の英雄の一人で魔法使い。光と闇の魔法を操る。
2012年12月20日実装。
2013年3月21日までに120Lvを達成するとルミナスメモリーズケープ等の装備を貰えた。

#### ストーリー
英雄の最後の一人ルミナスは800年前の戦いで暗黒の魔法使いの封印に成功したが、その過程で体中に闇の力が浸透してしまった。
そのためルミナスは光の魔法・闇の魔法・およびそれらを合わせた混合魔法を使用できるようになった。

#### 人物
水色の長髪に凛々しい顔立ちで、目は左目が赤、右目が青のオッドアイ。

#### キャラクター性能
光/闇モード
ルミナスには3つの状態があり、それぞれの状態にあるとき一定のバフがかかる。
- サンファイア

ログイン時の初めの攻撃が光魔法の時に発動されるバフ。後述のイクリプス状態の場合は光魔法を使用し続け、光ポイントのゲージが一本以上溜まると光/闇モード変換を使用して発動することができる。光魔法使用時に50％の追加ダメージ、魔法詠唱時にMP消費50％減少及び1％のHP回復のバフがかかる。
- イクリプス

ログイン時の初めの攻撃が闇魔法の時に発動されるバフ。前記のサンファイア状態の場合には闇魔法を使用し続け、闇ポイントのゲージが一本以上溜まると光/闇モード変換を使用して発動することができる。闇魔法使用時に50％の追加ダメージ、魔法詠唱時にMP消費50％減少及び1％のHP回復のバフがかかる。左目に橙色の炎のようなものが出現する。
- イクリブリアム

4次（100Lv）の場合にのみ発動することができる。光/闇モード変換使用時、10秒間（ダークライトマスタリーのスキルレベルを上げることで最大20秒にまで延長できる）100％の確率でスタンス、魔法使用時に50％の追加ダメージ、イクリブリアム魔法（アブソリュートキル、デスサイズ）使用時に100％の追加ダメージ、再待機使用時間無視、闇魔法使用時にMP消費100％減少、光魔法使用時に1％のHP回復のバフがかかる。左目に紫色の炎のようなものが出現する。前記のルミナスのみ使用可能のハイパースキル（メモライズ）の使用でも発動させることができる。

### 隠月
声優:大空直美（女）/武内駿輔（男）
忘れられた6人目の英雄。名前は「ゆえ」と読む。

#### ストーリー
800年前、暗黒の魔法使いを封印するため、隠月は自らを犠牲にする。自分は死んだと思った隠月だったが、メイプルワールドとは異なる世界で生存していた。
メイプルワールドへの帰還を果たした彼は、暗黒の魔法使いとの戦いから800年もの月日が経過しており、かつての仲間たちは暗黒の魔法使いが封印される直前にかけた呪いによって800年間氷漬けにされていたことを知る。封印が解かれたというかつての仲間たちに会うため旅へ出る隠月であったが･･･？

#### 人物
ゲーム内での初期容姿は黒髪に黒い目で、髪型、表情が固定されている。ストーリー上では男性として扱われている描写がある。
公式絵・PVなどでは黒っぽい茶髪に紫の目の物憂げな表情の男性として描かれる。

#### キャラクター性能
海賊系の職業。武器はナックル、補助武器は狐玉。
高い防御力、攻撃時に微量ながらHPを回復するスキル、一定確率で死亡を防ぐスキルなどの存在により、脅威のタフさを誇る。反面、攻撃力は特別高いというわけではない。

## レジスタンス
エーデルシュタインを拠点とし、その政府組織・ブラックウィング(および暗黒の魔法使い)に対抗するレジスタンスとなる職業。既存の職業とは違うスキルや攻撃力が特徴である。
メイプルストーリーアップデート「ビッグバン」で実装された。

### ストーリー
子供たちがかくれんぼをしていた。
だが鬼になった子供（プレイヤー）は友達を探すうちに、いつのまにか知らない場所に迷い込んでしまう。
そして、そのことが原因で暗黒の魔法使いに関わる事件に巻きこまれてしまう。そのピンチを救ってくれたのが、あるレジスタンスだった。
その出会いをきっかけに、その子供（プレイヤー）はレジスタンスの一員となる。

### メカニック
レジスタンスの海賊。メタルアーマーというロボットに乗り込み銃で戦う。冒険家の海賊よりも攻撃力が格段に高い。

### バトルメイジ
レジスタンスの魔法使い。既存の魔法使い職とは違い、肉弾戦を得意とする。
常にグループの先頭に立ち戦いの前線を守るような役割。

### ワイルドハンター
レジスタンスの弓使い。ゼキュア（ジェイラ）という豹のような動物にライディングし、そこから弓で攻撃できる。ゼキュアは色が選択でき、好きな色を捕獲する。
冒険家の弓使いよりも弓を打つ速度と、移動速度が速い。

### ブラスター
レジスタンスの戦士。 「ガントレットリボルバー」と呼ばれる両手武器を使用する。特定のスキルを使って攻撃することによってチャージされる「シリンダーゲージ」を消費して強力なスキルを使用できる。

### デーモンスレイヤー＆デーモンアヴェンジャー
デーモンスレイヤーの声優:神尾晋一郎（男）/中恵光城（女）
デーモンアヴェンジャーの声優:新垣樽助（男）/たなか久美（女)
レジスタンスの戦士。他のレジスタンスとは違って独自ストーリーがあり、一人の登場人物として扱われる点では英雄職に近い。

#### ストーリー
暗黒の魔法使いの部下であったが、裏切られて母と兄弟を殺されてしまう。そのため彼(彼女)は暗黒の魔法使いに反旗を翻し、復讐を試みるが失敗、受けた呪いにより封印され永い眠りについてしまった。数百年後エーデルシュタインで目覚めた彼(彼女)は、暗黒の魔法使いへの復讐心からレジスタンスに加わることになる。

#### 人物
外見的には紫色の肌に赤い髪が特徴。全体的に悪魔のようなダークな雰囲気をもつ。前述の通り、元々は暗黒の魔法使いの配下であり、驚異的な戦闘力を誇ったが、肉親を殺されたことで寝返る。その後呪いにより長い間封印され、弱体化してしまった。

#### キャラクター性能
- デーモンスレイヤー
戦闘方法が非常に特殊であり、MPがない代わりにモンスターを倒したときに得られるフォースを溜めてスキルを使う。また、キャラ作成時から性向の意志・カリスマが20レベル、羽を利用し速く移動できる、ジャンプ時キー操作でハイジャンプ・滑空が出来るなど特殊な点がある。
- デーモンアベンジャー
人物は同じであるが、戦闘方式がスレイヤーと異なり、MPもフォースもない代わりにHPを消費して攻撃をする。また、ステータスもHPに依存するため、APはHPに振られることになる。基本動作はスレイヤーと同じである。

### ゼノン
声優:木島隆一（男）/辻あゆみ（女）
レジスタンスのハイブリッド（盗賊＋海賊）。マルチモードリンカーを使用して1つのスキルを状況に合わせて変化させて戦う。

## 暁の陣
第六天魔王・オダノブナガを倒す宿命を持つ「五星の子たち」の一人となる職業。
既存の職業と違い純和風の雰囲気である。
日本オリジナル。

### ハヤト
「五星の子たち」の一人、「剣豪ハヤト」となる職業。2012年7月25日実装。

#### 人物
本名、姉ヶ崎剣斗（あねがさき　はやと）。マツヤマ家に仕える家老の息子であり、水星の力を持って生まれる。

#### キャラクター性能
戦士タイプで専用武器は剣・刀。素早い攻撃と広い攻撃範囲が特徴。

### カンナ
「五星の子たち」の一人、「陰陽師カンナ」となる職業。2012年8月16日実装。

#### 人物
本名、綾小路神那（あやのこうじかんな）。マツヤマ家に仕える陰陽師の一人娘で、大陰陽師である出雲のツチミカドハルアキの元で修行を積んでいた。

#### キャラクター性能
MPではなく「霊力」を使う魔法使いタイプ。様々な式神を召喚して戦う。

## ノヴァ

### カイザー
ノヴァ族の戦士。2013年1月9日実装。
ノヴァの騎士を目指す少年(少女)が事件に巻き込まれ、その際に紋章が刻まれ、カイザーとして覚醒する。
カイザーはノヴァの伝説の戦士で、代々受け継がれてきたものらしい。
なお、カイザーにも英雄と同様に個別ストーリーがあり、最初は先代カイザーと、彼に起こった事件から始まる。
なお、後述のエンジェリックバスターと同様、ヒーローインテンションがノヴァの勇士の意思になっている。

### エンジェリックバスター
ノヴァ族の海賊。2013年1月23日実装。
エンジェリックバスターは女性キャラ固定になっていて、カイザー同様、個別ストーリーがある。
エンジェリックバスターは、古代のノヴァの力が主人公の少女に宿って物語が始まる。
特徴的な点は、MPにあたるものが存在しない点である。リチャージスキルといい、スキル使用時に一定確率でリチャージされ、それによってスキルが使用できるといったものである。

### カデナ
声優:寺島惇太（男）/大空直美（女）
ノヴァ族の盗賊。メイン武器はチェーンだが、シミターやクロー、手裏剣などの様々な武器を召喚して戦う。パッシブスキル交渉で商店購入価格を下げるなどのユニークなスキルを持つ。

### カイン
声優:松岡禎丞（男）/八巻アンナ（女）
ノヴァ族の弓使い。専用武器「ブレスシューター」と近接武器を使用する。

## 神の子

### ゼロ
声優:内匠靖明（アルファ）/五十嵐由佳（ベータ）
アルファ（男性型）とベータ（女性型）の二人のキャラクターを操作する。
レベル100からスタート。100～180まではゼロの個別ストーリーがある。
鏡の世界に閉じ込められている。ストーリーを進めると、メイプルワールドでクエスト遂行や、モンスター討伐時の経験値がもらえるようになる。鏡の世界からの解放(ストーリー終了)が条件だったが、「Chapter2」の完了になった。同アカウント、同ワールド内にレベル100以上のキャラクターが存在しないと作成できない。

## キネシス
声優:山下大輝（男）/こやまきみこ（女）
2015年10月実装
魔法使い系の職業。カンナと同じくMPが存在せず、代わりにサイキックポイント（PP）を消費して戦う。

## 森の子リン（旧：ビーストテイマー）
ビーストテイマーは2014年1月ドーンヴェールアップデートで追加された日本オリジナル職業だったが、2024年4月に「森の子 リン」としてリニューアルされることが発表され、後の5月に実装された。
ビーストテイマーとしてのプレイヤーキャラクターは、耳と尻尾の生えた女の子で、クマのポポ、ユキヒョウのライ、タカのエカ、ネコのアルと動物英雄団との契約を結ぶようになる。
かつてはアブレンに住んでいたが暗黒の魔法使いを封印した5人の英雄たちを尊敬しており、彼らのような英雄になる夢を抱いて冒険に出る。
「森の子 リン」にリニューアル後はキャラクターデザインも一新されており、耳や尻尾は生えていない銀髪の少女にデザインが変更され、共に戦う動物たちは、クマのノン、鳥のフェニー、オオカミのパイアンの3匹となり、彼らは「守護神」であるという扱いになっている。

## レフ

### イリウム
声優:堀江瞬（男）/篠田みなみ（女）
魔法使い系の職業。機動力に優れ、空中を飛行して移動したり、クリスタルポータルを配置して瞬間移動できる。機械のお友だち「リーヨ」と「マキナ」を召喚して共に戦う。

### アーク
声優:福山潤（男）/長久友紀（女）
海賊系の職業。体術を使用する「レフ状態」と、巨大な黒い影を操り身体を変化させられる「スペクター蚕食状態」を交互に切り替えながら戦う。

### アデル
声優:佐藤利奈（女）ランズベリー・アーサー（男）
戦士系の職業。魔力で「エーテルソード」を作り出し、広範囲に攻撃できる。

## アニマ族

### 虎影
声優：山口勝平（男）/ファイルーズあい（女）
盗賊系の職業。武器は「術扇」。天・地・人属性の道術を的に命中させることで道力ゲージを溜めることができ、これを消費して強力なスキルが使えるようになる。

## その他スキル
これまで掲載された他にもクエストによって取得することができるスキルがある。これらのスキルは残りスキルポイントに関係なく取得できる。
- 大工の魂は自分が装備できない装備品でも強化書を使って強化することができる。
- 英雄のコダマはレベル200のPC限定スキルで、周り全てのPCの物理攻撃力と魔法攻撃力を増加させる。
- モンスターライディングはうり坊、白銀猪など(PCのレベルによって違う)に乗って、通常より速く移動できるようになるスキルであるが(現在、初心者は習得不可能)、それぞれの乗り物ごとにクエストで取得できる。
- 2008年10月1日に追加されたメーカーは、自分の職業の装備品を作れるようになる(初心者は不可能)。このスキルはスキルポイントではなくクエストによってレベルが上がる。メーカーは45レベルから習得できる。
- 武公の絶対攻撃を使用すると1分間ダメージが2倍増加する。持続時間1分。